# 西山志保
西山 志保（にしやま しほ）は、日本の社会学者。立教大学社会学部教授。専門は都市社会学。

## 略歴
愛知県名古屋市生まれ。1996年お茶の水女子大学文教育学部卒業。2002年慶應義塾大学大学院社会学研究科博士課程単位取得満期退学。2004年慶應義塾大学より博士（社会学）の学位を取得。
日本学術振興会特別研究員、山梨大学大学院准教授、ハーバード大学ウエザーヘッド国際問題研究所研究員を経て、2010年立教大学社会学部准教授。2012年教授。

## 著書

### 単著
- 『ボランティア活動の論理』（東信堂、2005年・2007年改訂版）

### 共編著
- 『イギリスのガバナンス型まちづくり』（西山康雄・西山八重子共著・分担執筆、学芸出版社、2008年）
- 『防災の社会学』（吉原直樹編、東信堂、2008年・2012年改訂版）
- 『多文化共生を求めて』（宇田川妙子編、東信堂、2009年）
- 『都市のリアル』（吉原直樹・近森高明編、有斐閣、2013年）